# 10108 Tomlinson
10108 Tomlinson eller 1992 HM är en asteroid i huvudbältet som upptäcktes den 26 april 1992 av det amerikanska astronom paret Eugene M. och Carolyn S. Shoemaker vid Palomar-observatoriet. Den är uppkallad efter amerikanen Ray Tomlinson.
Asteroiden har en diameter på ungefär 5 kilometer och den tillhör asteroidgruppen Phocaea.